# Sergei Dmitrijewitsch Mstislawski
Sergei Dmitrijewitsch Mstislawski, russisch Серге́й Дми́триевич Мстисла́вский (* 2. Novemberjul. / 14. November 1876greg. in Moskau, Russisches Kaiserreich; † 22. April 1943 in Irkutsk, Sowjetunion) war ein russisch-sowjetischer Schriftsteller, Anthropologe und Sozialrevolutionär.

## Leben
Mstislawski wurde als Sohn eines Professors in Moskau geboren. Er studierte an der Universität St. Petersburg. Dort schloss er sein Studium der Naturwissenschaft im Jahr 1901 ab. 
Während der Oktoberrevolution vom 7. bis 8. November 1917 war er bei den Linken Sozialrevolutionären aktiv. In den 20er und 30er Jahren veröffentlichte er in der Sowjetunion populäre Bücher über die Revolution und den Bürgerkrieg. In der DDR erschien „Die Krähe ist ein Frühlingsvogel“ sowie in einer Übersetzung von Gottfried J. Wojtek der Roman „Prolog“.